# Arnaud Gouillon
Arnaud Gouillon (en serbe : Arno Gujon) est un membre du gouvernement serbe, un humanitaire et un militant identitaire franco-serbe, né le 27 novembre 1985 à Grenoble, vivant avec sa famille à Belgrade. Il est le fondateur et le directeur de l'ONG française Solidarité Kosovo.
Depuis 2020, il occupe successivement les fonctions de directeur par intérim du Département pour la coopération avec la diaspora (un organe administratif du ministère des Affaires étrangères serbe), puis de directeur du Bureau de la diplomatie publique et culturelle,,. Il est l'auteur de quatre livres sur la Serbie, le Kosovo et la Metohija dont « Tous mes chemins mènent en Serbie » (en Serbe : « Svi moji putevi vode ka Srbiji »),.
Il est candidat à l'élection présidentielle française en 2012 sous l'étiquette Bloc identitaire, avant de se retirer faute des signatures nécessaires. Aussi, selon StreetPress et Mediapart, l'ONG Solidarité Kosovo qu'il a créée, aurait des liens avec le mouvement identitaire.
Il est actif dans plusieurs associations culturelles et organise des conférences et forums en Serbie et à l'étranger. Il est récompensé plusieurs fois par le gouvernement serbe et a notamment été nommé chevalier de l'ordre national du Mérite serbe. Il jouit d'une grande popularité en Serbie.

## Biographie

### Enfance, famille et études
Arnaud Gouillon naît le 27 novembre 1985 à Grenoble, France et grandit à Jarrie. Il entend pour la première fois parler des liens franco-serbes lorsque son grand-père lui raconte la coopération des deux nations lorsque la France a accueilli des orphelins serbes pendant la première guerre mondiale. À l'âge de 13 ans, en 1999, lors de la guerre du Kosovo, sa famille le sensibilise à la situation des Serbes.
Arnaud Gouillon est diplômé de l'École polytechnique d'ingénieurs de l'université de Grenoble en 2007 et est ingénieur en prévention des risques industriels.

### Premiers engagements et création de Solidarité Kosovo (2003 à 2011)

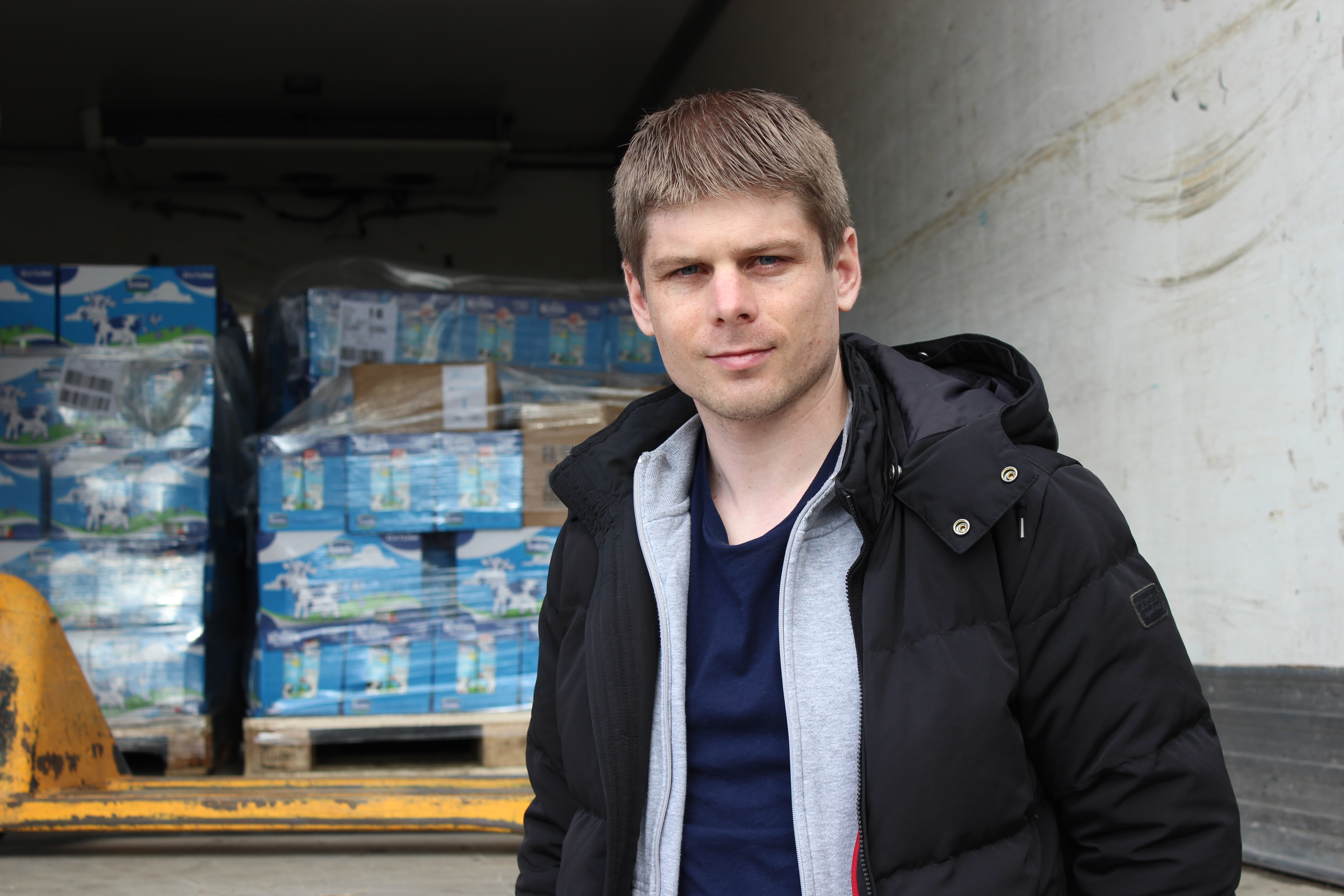
Arnaud Gouillon pendant une action humanitaire.

En 2003, il rejoint le mouvement identitaire dès sa création pour y militer.
En 2004, il se rend en Serbie pour la première fois, à Kosovska Mitrovica. Avec son frère et deux amis, il se rend au Kosovo avec un camion contenant de l'aide humanitaire collectée en France afin d'aider les victimes des pogroms anti-serbes au Kosovo. C'est ainsi qu'à l'âge de 18 ans, il fonde l'organisation humanitaire Solidarité Kosovo. Il explique s'être « lancé dans l’humanitaire pour soutenir les chrétiens serbes chassés de leurs terres par les musulmans ».
En 2008, il apprend le serbe en autodidacte afin de développer l'organisation. Au cours d'un séjour de 6 mois à Zvornik, il y rencontre sa femme, Ivana.

### Candidature pour le Bloc identitaire (2011)
En 2011, il est investi par le Bloc identitaire en vue d'une candidature à l'élection présidentielle française de 2012. Il tente d'obtenir 500 parrainages d'élus pour se présenter à l'élection,.
En septembre 2011, il retire sa candidature, faute de signatures et évoquant un manque d'argent pour poursuivre sa campagne,. Selon un ex militant du FN, le désistement en faveur de Marine Le Pen aurait été un moyen de négocier des circonscriptions pour des candidats du Bloc Identitaire aux législatives, cette accusation est démentie par cette dernière,.

### Développement de Solidarité Kosovo

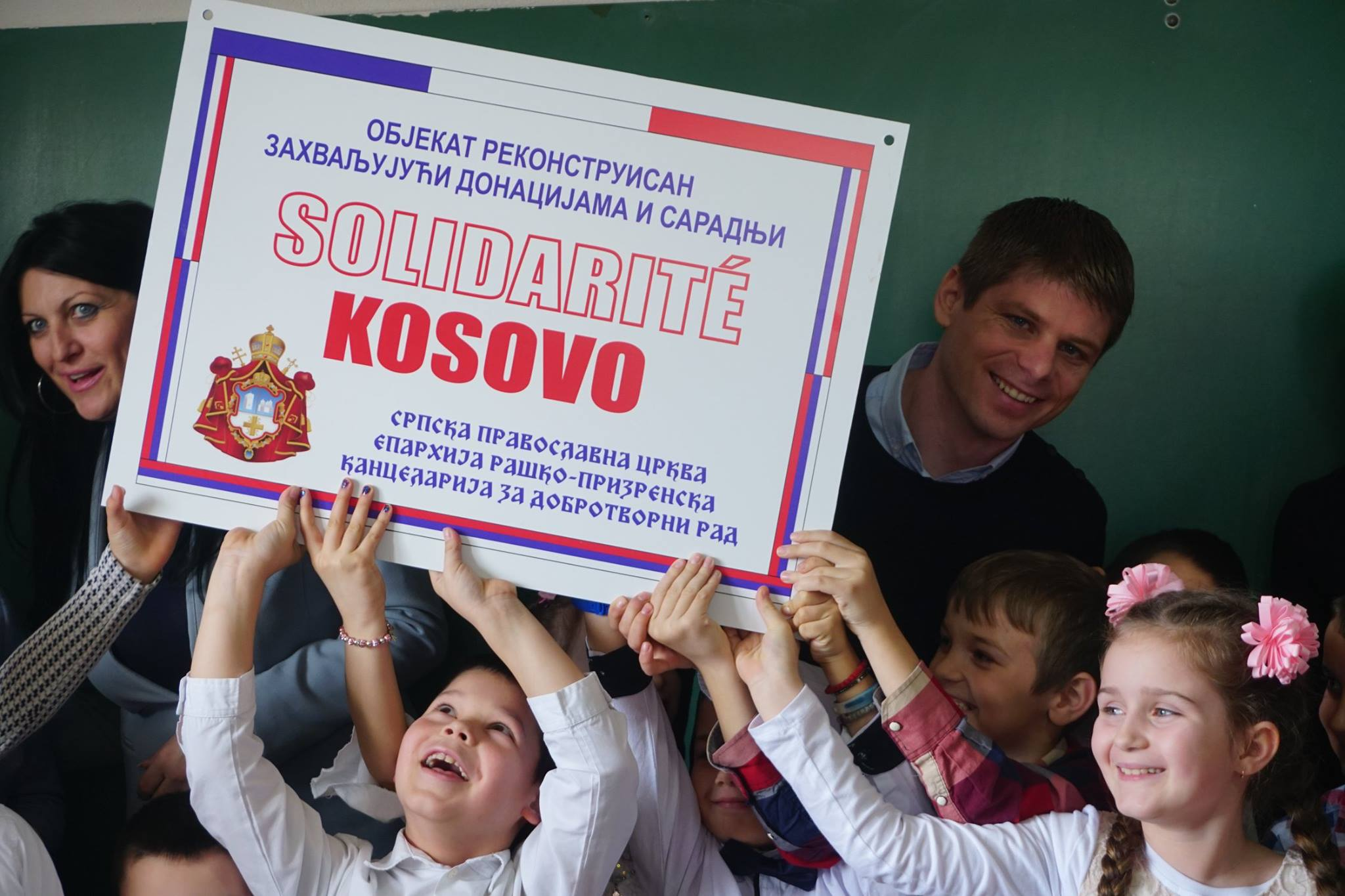
Arnaud Gouillon avec des élèves d'une école primaire du Kosovo rénovée grâce aux fonds de l'association

Entre 2004 et 2014, l'ONG, soutenue par 8 000 donateurs français, a livré 30 convois d'aide d'une valeur d'un million et demi d'euros et compte une trentaine de volontaires participant à 12 projets.
A partir de 2012, l'ONG organise tous les ans des vacances à la mer pour 42 enfants de Metohija choisis sur critères sociaux, et provenant de villages isolés du Kosovo,,,,.
En mai 2015, le gouvernement accorde à Arnaud Gouillon la nationalité serbe sur critère de mérite pour son action humanitaire.
En 2016, l'association est qualifiée par le média engagé StreetPress d'organisation satellite du mouvement identitaire. En 2017, selon Le Monde, le bracelet « Solidarité Kosovo » devient un symbole de ralliement des identitaires.

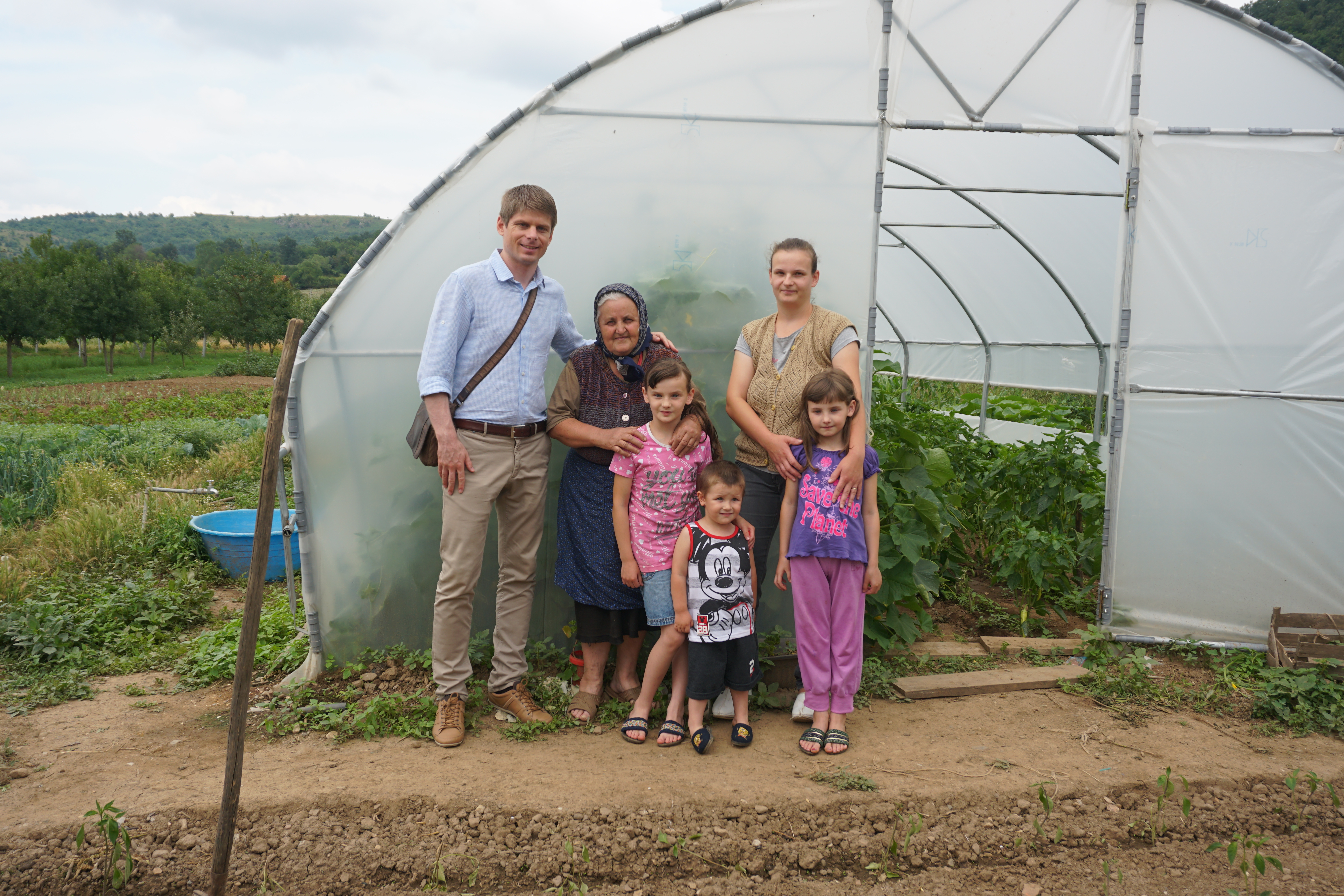
Arnaud Gouillon avec sa famille du Kosovo devant une serre offerte par l'ONG

En 2017, l'ONG effectue sa 27eme rénovation d'école et comptabilise la construction de quatre fermes, une laiterie, une usine de pasteurisation de fruits et légumes, l'installation de plusieurs serres et le forage de plusieurs puits.
En septembre 2018, Arnaud Gouillon est arrêté au Kosovo par les gardes frontières albanais et interdit d'entrée sur le territoire du pays. Cette arrestation a lieu le lendemain d'une visite du président serbe Aleksandar Vucic dans le nord du Kosovo qui avait entrainé des protestations antiserbes. Arnaud Gouillon affirme n'avoir reçu aucune justification à son interdiction et avoir porté plainte. Selon le journaliste Elie Guckert, l'arrestation serait lié à des soupçons par les autorités du Kosovo de travailler pour la Russie.
En 2019, la valeur totale de l'assistance fournie par l'ONG aux familles modestes des enclaves serbes du Kosovo dépasse 5.5 million d'euros.
Fin 2023, Solidarité Kosovo distribue 10 tonnes d'aide humanitaire. Ce « convoi de Noël », est réparti dans 18 villages et est composé de fournitures scolaires, de jouets pour enfants, de poêles chauffants et de mobilier. Le fondateur annonce qu'il s'agit du 51e convoi depuis sa création,,.

### Autres engagements sociaux et culturels

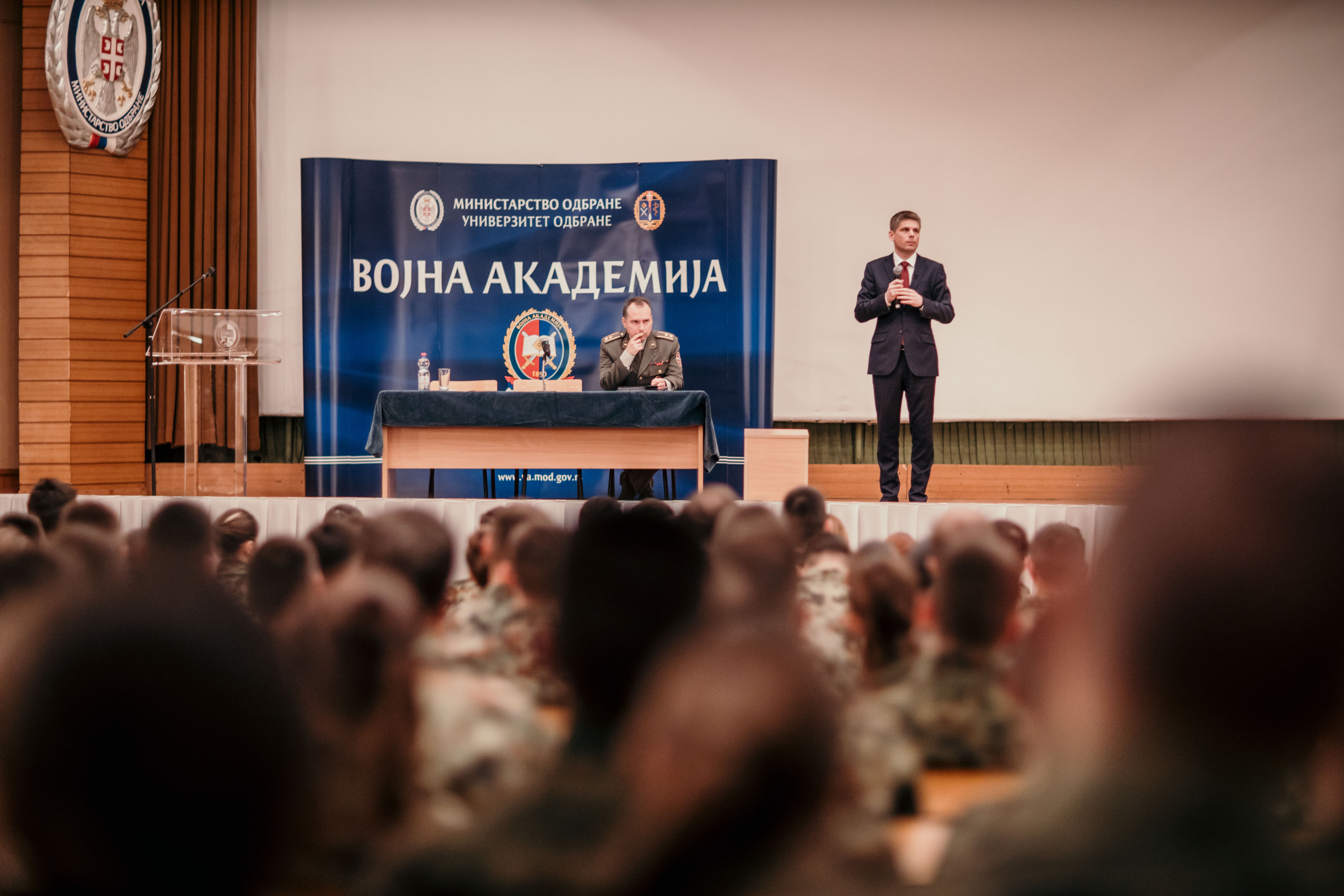
Conférence d'Arnaud Gouillon à l'Académie militaire devant des officiers et des cadets de l'armée serbe à l'occasion de la commémoration de l'anniversaire du bombardement de la RF de Yougoslavie par l'OTAN en 1999

En 2016, il est invité à participer à la campagne « Chérissons la langue serbe », parrainée par le ministère de la Culture de la république de Serbie, dont l'objectif est de « développer et protéger la langue, l'alphabet, la culture linguistique générale et l'alphabétisation serbes ».
En 2018 il devient la figure emblématique et le leader de la Caravane de la culture de la parole, qui organise des formations et des tables rondes pour les jeunes en Serbie et en Republika Srpska.
Entre 2012 et 2019, il donne une centaine de conférences et de tables rondes en serbe. Il est fréquemment invité par différents instituts culturels, universités et lycées de Serbie et de Republika Srpska, qui l'invitent à parler de son expérience dans le domaine de l'action humanitaire et de l'engagement social, mais aussi sur des sujets philosophiques tels que le symbole de la vie, l'humanisme et la justice.
En 2016 il fonde à Belgrade l'association INOMS (Initiative pour la natalité et le séjour des jeunes en Serbie – en serbe : Inicijativa za Natalitet i Ostanak Mladih u Srbiji), dont l'objectif est d'encourager les jeunes à rester en Serbie en s'appuyant sur des exemples de réussite en Serbie et en démystifiant la vie idéalisée à l'étranger.

### Responsabilités au sein du gouvernement Serbe (depuis 2020)

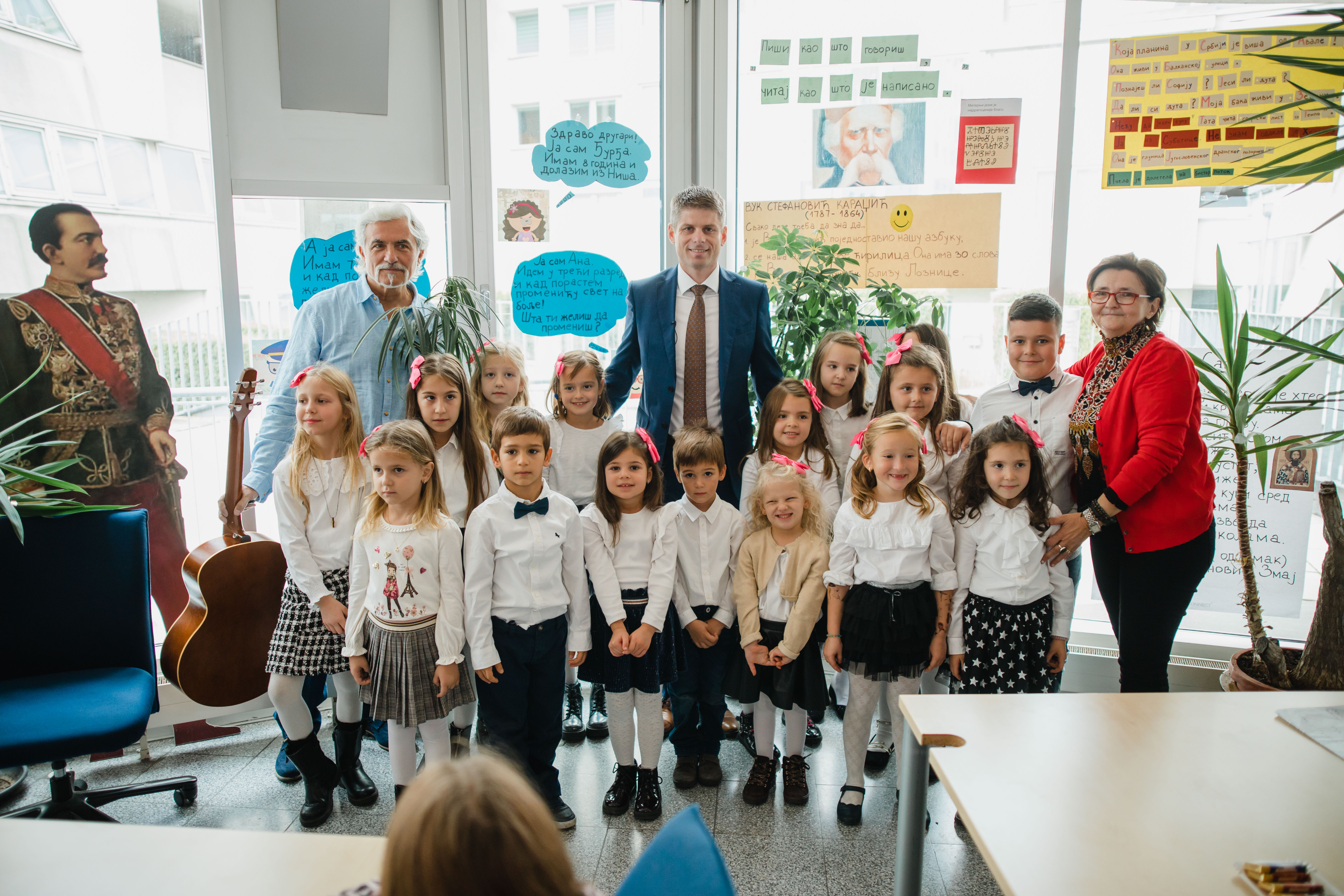
Arnaud Gouillon avec des étudiants serbes à Vienne lors de l'ouverture d'une nouvelle école complémentaire de langue serbe cofinancée par le Bureau de coopération avec la diaspora et les Serbes de la région

En novembre 2020, il est nommé secrétaire d'État pour les Serbes de la diaspora - sous l'autorité du ministre serbe des Affaires étrangères - par le gouvernement serbe,,.
En août 2022, son compte Twitter comprenant 34 000 abonnés est suspendu par erreur par la plateforme, ainsi que ceux de 13 autres responsables serbes. Twitter rétablit le compte quelque temps après.
En mai 2024, il est nommé à la tête du « Bureau de la diplomatie publique et culturelle » nouvellement créé, dont l'objet est de promouvoir les intérêts et valeurs de l'État serbe dans le pays et à l'international. Sa mission, en collaboration avec les ministères des Affaires étrangères et de la Culture, comprend notamment l'établissement d'une diplomatie numérique,,.
En septembre 2024, il reçoit la mission de la part du chef de l'État de former des équipes pour répondre à la désinformation sur la Serbie dans les médias étrangers. La même année, avec le président du Centre serbe de Vienne, Milan Vidović, il signe un mémorandum de coopération dans le domaine de la promotion de la culture serbe en Autriche.

## Ouvrages et documentaires

### En Serbie
Il est l'auteur du livre All My Ways Lead to Serbia (« Tous mes chemins mènent en Serbie »), relatant sa première visite en Serbie en 2005 avec son frère Bertrand, au volant d'une camionnette chargée d'aide humanitaire pour les Serbes du Kosovo-Metohija, son installation à Belgrade, et son obtention de la nationalité serbe en 2015, pour le travail humanitaire effectué. Il y décrit la Serbie vue par un étranger,.

### En France
Il participe au tournage d'un documentaire produit par Solidarité Kosovo, de 52 minutes, nommé Kosovo, une chrétienté en péril, sur la vie des Serbes au Kosovo-Metohija, diffusé quatre fois sur la télévision française KTO et deux fois sur la Radio-télévision de Serbie. Le film est récompensé comme la meilleure réalisation au Festival du film documentaire spirituel de Zajecar et au Festival international du film orthodoxe de Kruševac en 2018[réf. à confirmer],[réf. obsolète].
En 2019, il publie avec son ONG, une bande dessinée historique appelée Bienvenue au Kosovo qui suit l'histoire d'un réfugié serbe qui a subi les pogroms de 2004.

## Décorations

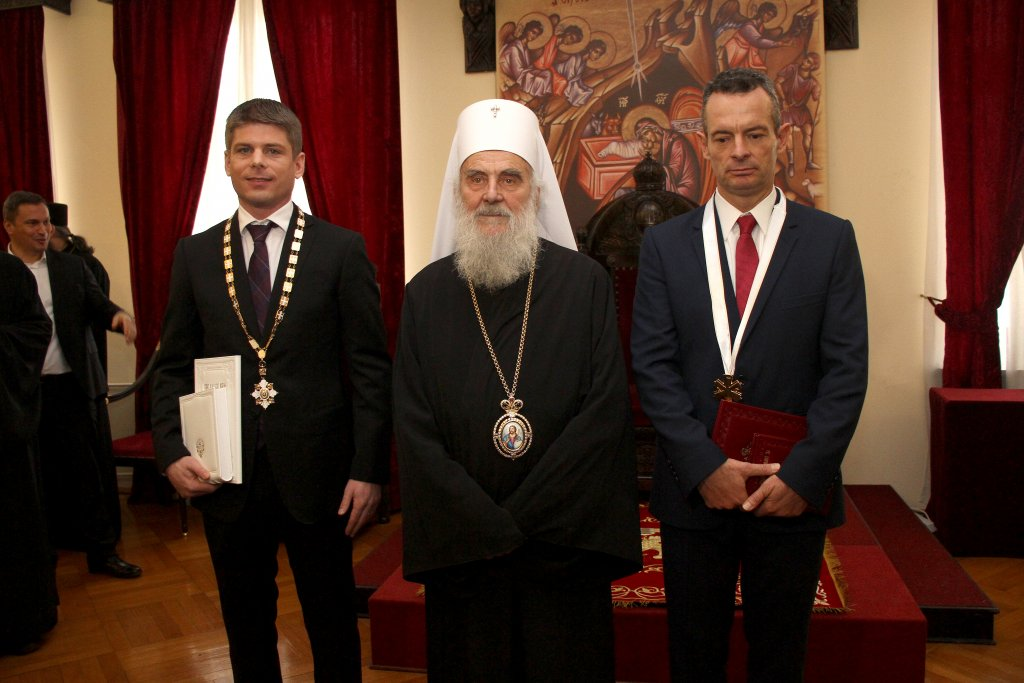
Remise de l'Ordre de Saint-Sava au Patriarcat de l'Église orthodoxe serbe, avec les patriarches Irinej et Marinos Ricudis

- 2016 : Médaille d'or pour mérites exceptionnels dans le domaine du travail humanitaire, décernée par le président de la république de Serbie Tomislav Nikolić[47] ;
- 2018 : Ordre de saint Sava du premier degré décerné par le saint synode des évêques de l'Église orthodoxe serbe[48],[49] ;
- 2018 : Ordre du saint-évêque Nikolaj, plus haute reconnaissance du diocèse de Sabac « pour le grand amour pour le peuple serbe au Kosovo-Metohija et le travail humanitaire »[50].

### Autres récompenses
- 2012 : Plaque spéciale pour l'exploit le plus noble de l'année, décernée par la société Novosti[51] ;
- 2015 : Citoyenneté de la république de Serbie sur la base du mérite[52].
- 2018 : Charte du chevalier de la paix de saint Sava du ministère des Affaires étrangères de la république de Serbie pour le travail humanitaire au Kosovo, ainsi que pour l'engagement en France à changer l'image de la Serbie[53].
- 2022 : Prix  de l'événement Cyrillic Heritage à Bajina Bašta, pour sa grande contribution à la préservation de l'alphabet national serbe, l'ouverture d'écoles de langue serbe à l'étranger, l'assistance aux écoles du Kosovo et la participation à la Caravane de la culture de la parole[54],[55].

## Vie privée
Arnaud Gouillon est marié à Ivana Gajić, serbe née en France, dont il a trois enfants. Ils se sont rencontrés en 2010 à Zvornik,.
Arnaud Gouillon parle le Serbe, l'Anglais et le Russe, en plus de sa langue natale.

## Critiques de Solidarité Kosovo
Il collabore avec Nikola Mirkovic, qui est décrit par le journaliste Elie Guckert, comme un militant d’extrême droite partisan d’un Kosovo serbe. Il est membre du parti progressiste serbe (SNS), un parti nationaliste serbe.
Le magazine Balkan Insight accuse l'ONG d'avoir une activité humanitaire discriminatoire car ne s'adressant qu'à un certain groupe de population. Le média relève aussi des liens avec divers réseaux d'extrême droite à travers l'Europe, parmi lesquels Génération identitaire, le Rassemblement national de Marine Le Pen, et le ministère des Affaires étrangères serbe. Le magazine l'accuse aussi de pousser des idées politiques et de contribuer à la propagande gouvernementale, plutôt que d'améliorer concrètement les conditions de vie des habitants. Aussi le média note que moins de la moitié des subventions reçues par l'ONG seraient effectivement destinées à l’aide humanitaire. Balkan Insight dénonce aussi une tentative de changer l'image de l'extrême droite et d'« élaborer un récit qui dépeint le christianisme en Europe comme menacé par l'Islam », en lien avec la théorie complotiste du grand remplacement.
Le think-tank pan-européen Conseil européen pour les relations internationales considère aussi l'ONG comme un outil de propagande servant à rallier l'opinion publique contre le multiculturalisme et l'immigration musulmane.